# Alliopsis flavipes
Alliopsis flavipes este o specie de muște din genul Alliopsis, familia Anthomyiidae. A fost descrisă pentru prima dată de Fan și Xiaolong Cui în anul 1983. Conform Catalogue of Life specia Alliopsis flavipes nu are subspecii cunoscute.